# Entgeltfortzahlung im Krankheitsfall
Die Entgeltfortzahlung im Krankheitsfall ist in Deutschland seit 1994 im Entgeltfortzahlungsgesetz (EFZG) geregelt. Dieses Gesetz hat die früher geltenden unterschiedlichen Regelungen für Arbeiter und Angestellte abgelöst.
Anspruch auf Entgeltfortzahlung im Krankheitsfall nach dem Entgeltfortzahlungsgesetz haben alle Arbeitnehmer, eingeschlossen Auszubildende, die durch Arbeitsunfähigkeit infolge Krankheit an ihrer Arbeitsleistung verhindert sind, ohne dass sie ein Verschulden trifft. Der Anspruch richtet sich gegen den Arbeitgeber und besteht für die Zeit der Arbeitsunfähigkeit bis zur Dauer von sechs Wochen (§ 3 EntgFG). Nach § 4 Abs. 4 EntgFG kann durch Tarifvertrag eine vom Entgeltfortzahlungsgesetz abweichende Bemessungsgrundlage des fortzuzahlenden Arbeitsentgelts festgelegt werden.

## Deutschland
Die Arbeitsunfähigkeit bedingt eine Unmöglichkeit der Arbeitsleistung nach § 275 Abs. 1 BGB, die einen Wegfall der Vergütungspflicht nach § 326 Abs. 1 BGB nach sich ziehen würde. Das EntgFG bedeutet insofern eine Ausnahme von dem Grundsatz Ohne Arbeit kein Lohn.

### Anspruch, Voraussetzungen
Anspruch auf Entgeltfortzahlung haben nicht nur vollzeitbeschäftigte Arbeitnehmer, sondern auch Teilzeitkräfte. Dies umfasst auch Ferienaushilfen oder Mitarbeiter im Studentenjob oder einem sogenannten Minijob mit bis zu 556 Euro Verdienst im Monat.
Die Entgeltfortzahlung ist an bestimmte Voraussetzungen geknüpft.
- Das Arbeitsverhältnis muss seit mindestens vier Wochen bestehen. (In Tarifverträgen kann von dieser Frist abgesehen werden, so etwa im TVöD – geschehen.)
- Der Arbeitnehmer muss arbeitsunfähig sein, d. h., er muss zur geschuldeten Arbeitsleistung nicht in der Lage sein. So kann beispielsweise eine Heiserkeit bei einer Sängerin, nicht aber bei einer Raumpflegerin eine Arbeitsunfähigkeit bedeuten.
- Die Arbeitsunfähigkeit muss Folge einer Krankheit sein.
- Der Arbeitnehmer darf seine auf Krankheit beruhende Arbeitsunfähigkeit nicht verschuldet haben, wobei hier ein „grober Verstoß“ gemeint ist. Der eine Erkältung verursachende Spaziergang im Regen reicht beispielsweise nicht aus, der auf Trunkenheit am Steuer zurückzuführende Verkehrsunfall schon. In der arbeitsrechtlichen Literatur wird vertreten, dass darunter aufgrund der parallelen Wertung zu § 56 Abs. 1 S. 4 IfSG auch eine Erkrankung nach freiwillig unterlassener Schutzimpfung gegen COVID-19 falle.[1] Ob die Arbeitsgerichte diese Auslegung bestätigen, bleibt abzuwarten.[2]  Als unverschuldete Arbeitsunfähigkeit im Sinne von § 3 Abs. 1 EntgFG gilt eine Arbeitsverhinderung, die infolge einer nicht rechtswidrigen Sterilisation oder eines nicht rechtswidrigen Abbruchs der Schwangerschaft eintritt. Ein Anspruch auf Entgeltfortzahlung besteht nach § 3a Abs. 1 EntgFG auch bei Arbeitsunfähigkeit infolge der Spende von Organen oder Geweben.
- Kein Anspruch auf Entgeltfortzahlung besteht bei Arbeitsunfähigkeit infolge Tätowierungen, Piercings oder medizinisch nicht indizierter Schönheitsoperationen, denn der Arbeitgeber hat nur das normale Krankheitsrisiko des Arbeitnehmers zu tragen.[3][4]

### Dauer der Entgeltfortzahlung
Der Anspruch auf Entgeltfortzahlung besteht für maximal sechs Wochen. Danach wird für gesetzlich Krankenversicherte in der Regel Krankengeld von der Krankenkasse gezahlt; privat Versicherte können stattdessen freiwillig ein sogenanntes Krankentagegeld abschließen. Wenn ein Arbeitnehmer innerhalb von zwölf Monaten (ab dem Beginn der ersten Erkrankung gerechnet) immer wieder an derselben Krankheit erkrankt, dann werden diese Krankheitstage aufsummiert, bis die vorgenannten sechs Wochen erreicht sind. Der Anspruch auf sechs Wochen Fortzahlung entsteht erneut, wenn er innerhalb von 6 Monaten vor Beginn der erneuten Arbeitsunfähigkeit nicht wegen derselben Erkrankung arbeitsunfähig war.
Der sechswöchige Entgeltfortzahlungsanspruch beginnt ebenfalls erneut, wenn (zum Beispiel bei chronisch Kranken) ein Arbeitnehmer „… infolge derselben Krankheit erneut arbeitsunfähig [… wird und] seit Beginn der ersten Arbeitsunfähigkeit infolge derselben Krankheit eine Frist von zwölf Monaten abgelaufen ist“ (§ 3 EntgFG).
Der Anspruch auf Entgeltfortzahlung endet grundsätzlich mit der Beendigung des Arbeitsverhältnisses; dies gilt jedoch nicht, wenn dem Arbeitnehmer wegen der Erkrankung gekündigt wird oder wenn der Arbeitnehmer selbst aus einem vom Arbeitgeber zu vertretenden Grunde fristlos kündigt (§ 8 EntgFG).

### Berechnung der Entgelthöhe
Bei der Berechnung des fortzuzahlenden Arbeitsentgelts gilt das Lohnausfallprinzip: Der Arbeitnehmer erhält grundsätzlich diejenige Vergütung, die er bezogen hätte, wenn er nicht arbeitsunfähig erkrankt wäre. Überstunden werden nicht berücksichtigt, § 4 EntgFG. Regelmäßig geleistete Überstunden müssen dagegen gemäß einem Urteil des Bundesarbeitsgerichts berücksichtigt werden.
Gemäß § 4 Abs. 4 EntgFG kann von der Regelung durch Tarifvertrag abgewichen werden; insbesondere kann das ggf. praktischere Vorverdienstprinzip (Referenzprinzip) vereinbart werden, wonach der Durchschnittsverdienst vor der Krankheit maßgebend ist.
Wie beim normalen Arbeitsentgelt müssen bei der Entgeltfortzahlung Steuern und Sozialversicherungsbeiträge entrichtet werden (Bruttoanspruch).

### Anzeige und Nachweis
Im Fall der Erkrankung hat der Arbeitnehmer zwei verschiedene Pflichten.

#### Anzeigepflicht
Der Arbeitnehmer hat seinem Arbeitgeber unverzüglich mitzuteilen, dass er arbeitsunfähig ist (Krankmeldung). Die möglichst schnelle Information soll es dem Arbeitgeber ermöglichen, organisatorische Maßnahmen zu ergreifen, um eine Vertretung sicherzustellen. Gesetzlich krankenversicherte Arbeitnehmer sollten die Arbeitsunfähigkeit innerhalb einer Woche auch ihrer Krankenkasse mitteilen, da ansonsten Nachteile beim Krankengeld eintreten können (siehe § 49 Abs. 1 Nr. 5 SGB V).
Die Anzeigepflicht gilt auch bei einer Arbeitsunfähigkeit im Ausland. Der Arbeitnehmer hat gemäß § 5 EntgFG auf dem schnellstmöglichen Übermittlungsweg die Arbeitsunfähigkeit, die voraussichtliche Dauer der Arbeitsunfähigkeit und seine Adresse am Aufenthaltsort mitzuteilen. Er muss die Arbeitsunfähigkeit und die voraussichtliche Dauer außerdem seiner Krankenkasse melden.
Nach § 6 EntgFG sind Arbeitnehmer gehalten, eine mögliche Dritthaftung mitzuteilen, damit der Arbeitgeber eventuelle Schritte zum Regress einleiten kann.
Die an der vertragsärztlichen Versorgung teilnehmenden Ärzte und Einrichtungen sowie die zugelassenen Vertragskrankenhäuser in Deutschland unterliegen einer Anzeigepflicht von Folgeerkrankungen medizinisch nicht notwendiger Behandlungen. Diese Verpflichtung besteht gegenüber den Krankenkassen, wenn sich Patienten durch eine medizinisch nicht notwendige Schönheitsoperation, eine Tätowierung oder ein Piercing eine daraus resultierende Krankheit zugezogen haben.

#### Nachweispflicht
Dauert die Arbeitsunfähigkeit länger als drei Kalendertage (d. h., Wochenenden oder arbeitsfreie Tage werden mitgezählt), muss der Arbeitnehmer spätestens am ersten darauf folgenden Arbeitstag seinem Arbeitgeber eine Arbeitsunfähigkeitsbescheinigung zukommen lassen. Aus dieser muss sich das Bestehen einer Arbeitsunfähigkeit und deren voraussichtliche Dauer ergeben.
Der Arbeitgeber ist berechtigt, eine frühere Vorlage der Arbeitsunfähigkeitsbescheinigung zu verlangen.
Solange der Arbeitnehmer der ihm obliegenden Nachweispflicht (§ 5 EntgFG) nicht nachkommt, kann der Arbeitgeber die Entgeltfortzahlung verweigern, bis der Nachweis erbracht ist (§ 7 EntgFG). Das gilt auch, solange der Arbeitnehmer bei einem Auslandsaufenthalt seine Arbeitsunfähigkeit nicht angezeigt hat.
Kann der Arbeitnehmer beweisen, dass das Pflichtversäumnis unverschuldet ist, entfällt das Leistungsverweigerungsrecht des Arbeitgebers.

### Kur/Rehabilitationsmaßnahme
Auch im Falle einer Kur, im Gesetz „Maßnahme der medizinischen Vorsorge und Rehabilitation“ genannt, besteht ein Entgeltfortzahlungsanspruch (§ 9 EntgFG). Der Arbeitnehmer ist verpflichtet, dem Arbeitgeber den Zeitpunkt des Antritts der Kur und ihre voraussichtliche Dauer unverzüglich mitzuteilen und ihm die Bescheinigung des Sozialleistungsträgers oder des Arztes über die Anordnung der Kur unverzüglich vorzulegen.

### Situation bei fehlendem Anspruch
Bei einer krankheitsbedingten Arbeitsverhinderung während der ersten vier Wochen des Arbeitsverhältnisses oder bei fortbestehender Arbeitsunfähigkeit nach dem Ende des Entgeltfortzahlungszeitraumes wird als Lohnersatz ein geringeres Krankengeld durch die Krankenkasse gezahlt.
Nach Ablauf des Entgeltfortzahlungszeitraums von sechs Wochen wird allerdings gelegentlich aufgrund des Arbeitsvertrags oder eines Tarifvertrags ein Zuschuss zum Krankengeld gezahlt, um die finanziellen Einbußen durch die geringere Krankenversicherungsleistung auszugleichen; solche Regelungen sind aber immer seltener anzutreffen. Ein Beispiel dafür ist im öffentlichen Dienst der TVöD (Krankengeldzuschuss für einen Zeitraum zwischen 13 und 39 Wochen nach § 22 Abs. 3 S. 1 TVöD).

### Krankheit während Urlaubs oder Freizeitausgleichs
Erkrankt der Arbeitnehmer während seiner Freizeit, so entstehen dadurch keine zusätzlichen Ansprüche gegen den Arbeitgeber. Das gilt auch, wenn die Freizeit als Ausgleich für Mehrarbeit gewährt worden ist; diese wird also nicht nachgewährt.
Das ist nach der ausdrücklichen gesetzlichen Regelung in § 9 BUrlG beim Urlaub anders. Krankheitstage, für die eine ärztliche Bescheinigung vorgelegt werden kann, werden auf den Urlaub nicht angerechnet. Die Tage sind also nachzugewähren.

### Entgeltfortzahlung und Beendigung des Arbeitsverhältnisses
In der Regel endet die Entgeltfortzahlung im Krankheitsfall mit der Beendigung des Arbeitsverhältnisses. Sollte also eine Arbeitsunfähigkeit wegen Krankheit über das Ende des Arbeitsverhältnisses hinaus andauern, verliert der gekündigte Arbeitnehmer den Anspruch auf die Fortzahlung. Hiervon gibt es jedoch die Ausnahme, dass die Entgeltfortzahlung über die Beendigung des Arbeitsverhältnisses hinaus durch den Arbeitgeber geleistet wird, wenn entweder das Arbeitsverhältnis aufgrund der Krankheit gekündigt wurde oder das Arbeitsverhältnis durch den Arbeitnehmer gekündigt worden ist und diesem aufgrund eines Verschuldens des Arbeitgebers ein Kündigungsgrund zur Seite steht, der zu einer fristlosen Kündigung berechtigt hätte.
Erhält der Arbeitnehmer während der Krankheit die Kündigung, so erhält er nach dem Ende des Arbeitsverhältnisses Krankengeld.

### Entgeltfortzahlung und arbeitsvertragliche Regelungen
Von den oben erwähnten Regelungen kann abgesehen von § 4 Abs. 4 EntgFG zu Ungunsten des Arbeitnehmers arbeitsvertraglich nicht abgewichen werden (§ 12 EntgFG). Durch Tarifvertrag kann danach eine im EntgFG abweichende Bemessungsgrundlage für die Entgeltfortzahlung vereinbart werden. Diese tarifvertraglich abweichende Regelung kann auch durch Betriebsvereinbarung von nicht tarifvertraglich gebundenen Arbeitgebern und Arbeitnehmern übernommen werden.

### Entgeltfortzahlung und sozialrechtliche Entgeltersatzleistungen
Während des Bezugs von Entgeltfortzahlung im Krankheitsfall ruhen Ansprüche auf
- Krankengeld nach dem SGB V,
- Verletztengeld nach dem SGB VII und
- Arbeitslosengeld nach dem SGB III.

Wer auf Grund des Infektionsschutzgesetzes als Träger von Krankheitserregern Verboten in der Ausübung seiner bisherigen Erwerbstätigkeit unterliegt oder unterworfen wird und dadurch, etwa nach Ablauf der Entgeltfortzahlung im Krankheitsfall, einen Verdienstausfall erleidet, erhält gem. § 56 IfSG von der zuständigen Behörde eine Entschädigung in Geld. Das Gleiche gilt für eine Person, die abgesondert wird.

### Ausgleich von Arbeitgeberaufwendungen (Umlageverfahren)
Der Ausgleich der Arbeitgeberaufwendungen, die bei Krankheit oder bei Mutterschaft des/der Beschäftigten entstehen, ist seit dem 1. Januar 2006 durch das Aufwendungsausgleichsgesetz (AAG) vom 22. Dezember 2005 geregelt. Dieser Ausgleich wird in zwei Ausgleichsverfahren, dem Ausgleichsverfahren bei Krankheit U1-Verfahren und dem Ausgleichsverfahren bei Mutterschaft U2-Verfahren geregelt.

#### Neuregelungen zum 1. Januar 2006 und Hintergründe
Bislang erhielten Kleinbetriebe im Rahmen der beiden Ausgleichsverfahren gegen Zahlung von Umlagebeiträgen zum einen die Aufwendungen bei Entgeltfortzahlung im Krankheitsfall (U1-Verfahren) und zum anderen auch die Arbeitgeberzuschüsse zum Mutterschaftsgeld und die fortgezahlten Entgelte bei Beschäftigungsverboten (U2-Verfahren) von den Krankenkassen erstattet.
Mit Beschluss vom 18. November 2003 hat das Bundesverfassungsgericht die Regelungen zum Mutterschutz für verfassungswidrig erklärt und den Gesetzgeber aufgefordert, bis zum 31. Dezember 2005 eine verfassungsgemäße Regelung zu treffen. Das Gericht hat beanstandet, dass die Aufwendungen der nicht am U2-Verfahren teilnehmenden Arbeitgeber durch den Zuschuss zum Mutterschaftsgeld so hoch sind, dass Arbeitgeber motiviert sein können, männliche Bewerber weiblichen vorzuziehen. Dies ist nicht mit dem Gleichberechtigungsgebot des Art. 3 Abs. 2 GG vereinbar, sie leistet einer Diskriminierung von Frauen im Arbeitsleben Vorschub. Der Gesetzgeber hat die Verfassungswidrigkeit dadurch beseitigt, indem er alle Arbeitgeber zur Teilnahme am U2-Verfahren verpflichtet. Auf diesem Wege erhalten alle Arbeitgeber einen 100%igen Ausgleich der Aufwendungen durch die Mutterschaft der Arbeitnehmerinnen. Da die Beiträge von allen Entgelten (auch von denen der männlichen Beschäftigten) zu bemessen waren, gibt es seit 1. Januar 2006 keinen erheblichen Vorteil mehr, der Arbeitgeber zu einer Diskriminierung der Frauen bei Einstellungen/Kündigungen veranlassen würde.
Weiterhin bestand bei den bis 31. Dezember 2005 geltenden Regelungen des Entgeltfortzahlungsgesetzes seit Jahren Reformbedarf. Bisher waren nur die Orts- und Innungskrankenkassen, die Bundesknappschaft und die Seekrankenkasse berechtigt und verpflichtet, die Ausgleichsverfahren durchzuführen. Bis 31. Dezember 1995 war diese Regelung aufgrund der bis zu diesem Zeitpunkt geltenden Zuständigkeitsregelungen auch ausreichend. Ab dem 1. Januar 1996 wurden die Zuständigkeitsregelungen durch ein Wahlrecht zwischen Orts-, Innungs-, Betriebskrankenkassen und den Ersatzkassen ersetzt. Diesem Umstand wurde 10 Jahre später durch zwei Änderungen Rechnung getragen:
- Verpflichtung aller Krankenkassen mit Ausnahme der landwirtschaftlichen Krankenkassen zur Durchführung der Ausgleichsverfahren und
- für die Beurteilung, ob ein Arbeitgeber am U1-Verfahren teilnimmt, wurde einheitlich eine Arbeitnehmergrenze (30 Arbeitnehmer) festgesetzt.

Ebenso wurde dem Umstand Rechnung getragen, dass ein Landesverband der Betriebskrankenkassen mittlerweile für viele Betriebskrankenkassen Ende der 1990er Jahre Ausgleichsverfahren im Vorgriff auf eine entsprechende gesetzliche Regelung mit Genehmigung der zuständigen Aufsichtsbehörden errichtet hat. Im Aufwendungsausgleichsgesetz wurde deswegen die Möglichkeit, die Ausgleichsverfahren durch andere Krankenkassen oder durch Krankenkassenverbände durchführen zu lassen, ebenfalls normiert.
Außerdem waren bis 31. Dezember 2005 nur die Entgeltfortzahlungen der Arbeiter und der Auszubildenden im U1-Verfahren erstattungsfähig, auch wurden Umlagebeiträge nur aus deren Entgelten bemessen. Ab 1. Januar 2006 sind auch Entgeltfortzahlungen der Angestellten erstattungsfähig, auch deren Entgelte werden bei der Bemessung der Umlagebeiträge berücksichtigt.

#### Leistungen
Am U1-Verfahren teilnehmende Arbeitgeber erhalten aus dem U1-Verfahren bis zu 80 % der nach dem Entgeltfortzahlungsgesetz zu zahlenden Entgelte und bis zu 80 % der darauf entfallenden Arbeitgeberanteile zum Gesamtsozialversicherungsbeitrag (§ 1 Abs. 1 AAG). Diese Erstattungen können durch Satzungsbestimmungen der zuständigen Krankenkasse beschränkt werden.
Aus dem U2-Verfahren erhalten Arbeitgeber 100 % der Entgeltfortzahlung bei individuellen Beschäftigungsverboten und 100 % der darauf entfallenden Arbeitgeberanteile zum Gesamtsozialversicherungsbeitrag (§ 1 Abs. 2 AAG). Außerdem erhalten sie während des allgemeinen Beschäftigungsverbotes (grundsätzlich sechs Wochen vor der Geburt und acht Wochen nach der Geburt) den von ihnen ausgezahlten Zuschuss zum Mutterschaftsgeld in voller Höhe erstattet. Die Satzungen der Krankenkassen dürfen Regelungen zur pauschalisierten Erstattung der Arbeitgeberanteile vorsehen.

#### Umlagebeiträge der Arbeitgeber
Die Beiträge werden von den am U1-Verfahren teilnehmenden Arbeitgebern aus allen von ihnen gezahlten rentenversicherungspflichtigen Entgelten berechnet. Ebenfalls werden die Umlagebeiträge zum U2-Verfahren von allen rentenversicherungspflichtigen Entgelten aller Arbeitnehmer berechnet.
Bei Minijobbern werden die Beiträge aus den Entgelten berechnet, aus denen Pauschalbeiträge zur Rentenversicherung zu berechnen sind. Die Beiträge sind von den Arbeitgebern zu tragen und werden mit den Gesamtsozialversicherungsbeiträgen nachgewiesen und bezahlt.

#### Zuständigkeit
Zuständige Krankenkasse für die Ausgleichsverfahren ist diejenige Krankenkasse, bei der der Arbeitnehmer versichert ist. Ist der Arbeitnehmer nicht in der gesetzlichen Krankenversicherung versichert, richtet sich die Zuständigkeit nach der Abführung der übrigen Sozialversicherungsbeiträge.
AusnahmeBei geringfügig Beschäftigten (538-Euro-Jobs und kurzfristige Beschäftigungen) sind die Ausgleichsverfahren der Minijob-Zentrale zuständig.

### Sonderregelungen für Arbeitnehmer im öffentlichen Dienst
Mit der Neugestaltung des Tarifrechts im öffentlichen Dienst ist für die dortigen Beschäftigten auch die Entgeltfortzahlung im Krankheitsfall mit Wirkung zum 1. Oktober 2005 vereinheitlicht worden. Die Bemessungsgrundlage für die Entgeltfortzahlung ist nunmehr in § 21 TVöD und das Entgelt im Krankheitsfall in § 22 TVöD geregelt.
Zuletzt waren die Regelungen zur Zahlung von Krankenbezügen im BAT ab dem 1. Juli 1994 gravierend verändert worden. Bis dahin erhielten die Betroffenen im Falle der Arbeitsunfähigkeit Krankenbezüge auch über die Dauer von sechs Wochen hinaus vom Arbeitgeber fortgezahlt. Im Ergebnis entlastete die Regelung die gesetzliche Krankenversicherung und belastete die öffentlichen Haushalte. Dieses wurde mit Wirkung vom 1. Juli 1994 durch eine Regelung abgelöst, die nach Ablauf der sechswöchigen Entgeltfortzahlung einen Krankengeldzuschuss (des Arbeitgebers) zu dem von der Krankenkasse zu zahlenden Krankengeld bis zur Höchstdauer von 26 Wochen seit Beginn der Arbeitsunfähigkeit vorsah. Der Krankengeldzuschuss berechnete sich als Differenz zwischen Nettovergütung und Bruttokrankengeld.
Mit Wirkung vom 1. Oktober 2005 wurde für Beschäftigte, die vor dem 1. Juli 1994 und seitdem durchgehend beschäftigt sind, als Krankengeldzuschuss die Differenz zwischen Nettoentgelt und Nettokrankengeld gezahlt. Für alle übrigen Beschäftigten bleibt es auch nach der Neuregelung im Ergebnis bei der bisherigen Regelung, nämlich der Differenz zwischen Nettoentgelt und Bruttokrankengeld; die erste Regelung ist die günstigere. In beiden Fällen wird der Krankengeldzuschuss nach Ablauf der sechswöchigen Entgeltfortzahlung bis zum Ende der 39. Woche seit Beginn der Arbeitsunfähigkeit gezahlt, also 13 Wochen länger als zuvor.

### Beamte
Für Beamte sowie Soldaten und Richter in öffentlich-rechtlichen Dienstverhältnissen gelten die obigen Regelungen über die Entgeltfortzahlung im Krankheitsfall nicht. Die Bezüge der genannten Personen werden auch im Krankheitsfall ohne gesetzliche Fristen weitergeleistet. Der Nachweis der (vorübergehenden) Dienstunfähigkeit muss in gleicher Form wie bei Arbeitnehmern dem Dienstherrn vorgelegt werden. Bei längerfristiger Erkrankung hat dieser die Möglichkeit, die Dienstfähigkeit durch amtsärztliche Untersuchungen zu überprüfen und den Betroffenen ggf. wegen dauerhafter Dienstunfähigkeit in den Ruhestand zu versetzen (§ 26 BeamtStG, § 44 Bundesbeamtengesetz, § 64 Soldatengesetz). Der Personalrat ist sowohl bei der Anordnung der Untersuchung sowie bei der Versetzung in den Ruhestand nach den meisten Personalvertretungsgesetzen zu beteiligen.

### Kritik
Es ist wissenschaftlich belegt, dass das großzügige System, das in Deutschland praktiziert wird, zu einer hohen Zahl von Fehltagen führt. Die Lohnfortzahlung, wie in Schweden und anderen europäische Ländern, auf 80 % zu kürzen, würde nach Berechnungen von Ökonomen die Anzahl der Fehltage um ein Fünftel reduzieren. Laut der Techniker Krankenkasse fehlte jede Person 19,4 Tage im Jahr 2023. Nach einer Studie des arbeitgebernahen Instituts der deutschen Wirtschaft mussten Unternehmen 2022 70 Milliarden Euro für die Entgeltfortzahlung ihrer krankgeschriebenen Beschäftigten aufbringen.

## Österreich
In Österreich ist die Entgeltfortzahlung im Krankheitsfall für Angestellte im § 8 AngG und für Arbeiter im § 2 EFZG geregelt. Anspruch auf Entgeltfortzahlung besteht grundsätzlich maximal für sechs Wochen, diese Dauer verlängert sich möglicherweise bei länger dauernden Beschäftigungsverhältnissen.

### Deutschland
- Volltext des Entgeltfortzahlungsgesetzes
- Aufwendungsausgleichsgesetz – AAG
- Arbeitsunfähigkeits-Richtlinie

### Österreich
- Rechtsinformationssystem des Bundes (Österreich)
- Geld bei Krankheit. In: arbeiterkammer.at, Kammer für Arbeiter und Angestellte (mit Link auf die Broschüre „Entgeltfortzahlung im Krankheitsfall“).